# دایسوکه یونیاما
دایسوکه یونیاما (انگلیسی: Daisuke Yoneyama؛ زادهٔ ۱۰ ژوئن ۱۹۸۲) بازیکن فوتبال اهل ژاپن است.
از باشگاه‌هایی که در آن بازی کرده‌است می‌توان به باشگاه فوتبال سرزو اوساکا و باشگاه فوتبال ساگان توسو اشاره کرد.